# Mustakydön metsä
Mustakydön metsä este o arie protejată (arie specială de conservare — SAC, sit de importanță comunitară — SCI) din Finlanda întinsă pe o suprafață de 18,8 ha, integral pe uscat.

## Localizare
Centrul sitului Mustakydön metsä este situat la coordonatele 64°16′21″N 25°01′22″E / 64.2725°N 25.0228°E.

## Înființare
Situl Mustakydön metsä a fost declarat sit de importanță comunitară în mai 2002 pentru a proteja un număr necunoscut de specii din flora spontană și fauna sălbatică aflate în arealul zonei. Situl a fost protejat și ca arie specială de conservare în aprilie 2015.

## Biodiversitate
Situată în ecoregiunea boreală, aria protejată conține 2 habitate naturale: Taiga vestică, Mlaștini împădurite.
La baza desemnării sitului se află un număr nedeclarat de specii protejate.